# Fals documental paròdic
Un fals documental paròdic o mockumentary (creuament dels termes anglesos mock -paròdia- i documentary -documental-), de vegades referit com a documental paròdic, és un tipus de pseudodocumental que parodia i/o fa sàtira de fets famosos.
Alguns exemples de fals documental paròdic serien:
- Opération Lune, que ens fa creure que l'ésser humà mai no va posar un peu a la Lluna.
- Konspiration 58, que diu que la Copa del Món 1958 no es va dur a terme, sinó que fou fingida i existeix únicament com a cobertura televisiva i radial falsa en una conspiració entre la televisió estatunidenca i la sueca, la CIA i la FIFA com a part de la Guerra Freda per a provar la efectivitat de la publicitat televisiva.[3]
- The Great Martian War 1913–1917: en lloc de la Primera Guerra Mundial com la coneixem, els Aliats van lluitar contra els invasors marcians, des de 1913 fins al 1917.

## Ràdio
La sèrie de la BBC People Like Us es va produir per primer cop per a la ràdio al 1995, abans que es fes una versió per a la televisió al 1999. L'Audio Diaries de Kay Stonham fou un fals documental de ràdio de curta durada que es va estrenar a BBC Radio 4 un any després que acabés People Like Us.